# Al-Mústanjid (abbàssida)
Abu-l-Mudhaffar Yússuf al-Mústanjid bi-L·lah (àrab: أبو المظفر يوسف المستنجد بالله, Abū al-Muẓaffar Yūsuf al-Mustanjid bi-Llāh), més conegut per la primera part del seu làqab com a al-Mústanjid (Bagdad, 13 d'agost de 1116-1171), fou califa abbàssida de Bagdad (1160-1171).
Era fill d'al-Muqtafí (1136-1160) i la seva concubina romana d'Orient Tawus o Narjís. Fou declarat hereu (wali al-ahd) el 1147 i va succeir al seu pare el 12 de març de 1160. Una de les vídues d'al-Muqtafí, la favorita, volia que el seu fill fos el que pugés al tron i amb el suport d'alguns emirs i dels esclaus lleials (sobretot les esclaves dones a les quals va armar de punyals) va preparar la mort del nou califa quan aquest anés a veure el cadàver del seu pare. Però al-Mústanjid va rebre notícies del complot i va fer prendre les esclaves i després va empresonar la vídua i el seu fill.
El seu regnat fou dominat per poderosos visirs i dignataris de la cort. El primer visir fou Ibn Hubayra, el cèlebre hanbalita, que ja exercia abans les mateixes funcions i va ser confirmat i se li va prometre que tindria el càrrec vitalíciament. Va enviar un exèrcit a al-Hilla que va posar fi a la resistència dels mazyàdides i va procurar crear un estat territorial abbàssida a l'Iraq eliminant la influència seljúcida. La relació d'Ibn Hubayra amb el califa fou bona però fou el visir fou enverinat pels seus rivals a la cort el 27 de març de 1165. El seu fill Izz al-Din el va substituir per un temps.
La principal oposició als abbàssides venia de Shumla, un emir turc de la tribu dels afshar que dominava el Khuzestan des de 1155 i que aspirava a dominar la regió del Baix Eufrates; va enviar tropes a la zona però l'exèrcit del califa el va derrotar el 1166/1167, i es va haver de retirar. El califa va nomenar visir al lloc d'Izz al-Din a Sharaf al-Din Abu Djafar Ahmad ibn Muhammad ibn Said ibn al-Baladi que era nazir de Wasit. Aquesta elecció fou impopular i al front dels malcontents hi havia Adud al-Din. Aquest, associat al mameluc del califa Kutb al-Din Kaymaz, es van sentir en perill i van assassinar el califa i el visir: al-Mústanjid fou arrossegat al seu bany on va quedar tancat fins que va morir (20 de desembre de 1170)
Es va casar, que se sàpiga, amb una filla del seu oncle patern Abu Nasr ibn al-Mustazhir. Fou considerat erudit i tolerant amb els jueus i Benjamí de Toledo, que va visitar la seva cort, l'elogia. Va ser un poeta notable i tenia bons coneixements d'astronomia. Se li retreu haver fet matar el seu sahib diwan al-Ziman Ibn Hamdun, que l'havia criticat (1166). Era de pell fosca, estatura mitjana i portava una llarga barba.